# Lovro Artuković
Lovro Artuković (Zagreb, 1959.) suvremeni je hrvatski slikar i grafičar koji svoj likovni izraz temelji na figuraciji i intimizmu, razvijajući ga prvenstveno na ikonografiji urbane civilizacije. Devet je godina radio kao docent na Akademiji likovnih umjetnosti u Zagrebu. Godine 2001. godine seli u Berlin, gdje i danas djeluje kao slobodni umjetnik.

## Životopis
Lovro Artuković školovao se u zagrebačkoj Klasičnoj gimnaziji, a s dvadeset četiri godine diplomirao je na Akademiji likovnih umjetnosti. Nakon radnih iskustava, kao grafički dizajner i predavač u Školi primijenjene umjetnosti, postaje docentom na Akademiji likovnih umjetnosti u Zagrebu. Zbog nezadovoljstava na Likovnoj akademiji, 2001. sprema svoje stvari i odlučuje otići u Ameriku, no zastaje u Berlinu u kojem i ostaje.
Još od prve samostalne izložbe 1985., koju je obilježila slika gigantskih proporcija Tulum, na kojoj su elementi trash kulture i banalni momenti iz svakodnevice pretvoreni u umjetničko djelo, preko Abecede narcisoidnosti i dalje redom, postaje omiljeni slikar i kritičara i kolekcionara. Izlagao je na mnogim samostalnim izložbama: godine 2002. samostalno je izlagao u "Museu da Água" u Lisabonu, nakon čega su uslijedile izložbe "Spremište" u Tekstilnom kombinatu Zagreb (2004.), "Bestežinske slike" u Labor 019 u Berlinu (2004.), "Promatranje" u centru Prima u Berlinu (2005.), "64" u galeriji Josip Račić u Zagrebu (2006.), "Deklaracija" u Haus Ungarn/.BHC Kollektiv u Berlinu (2008.), ""Imaginarium II" u galeriji Wedding u Berlinu (2011.) i druge. Godine 2008. u zagrebačkoj galeriji Klovićevi dvori realizirana je retrospektivna izložba njegovih radova pod nazivom "Najbolje slike", koja je obuhvatila radove nastale između 1984. i 2008. godine. Tom prilikom objavljen je opsežni katalog njegovih radova pod nazivom "Najbolje slike" autorice Blaženke Perice (Galerija Klovićevi Dvori, Zagreb, 2008.). O svojem je slikarstvu Lovro Artuković u jednom intervjuu izjavio:
O životu i stvaralaštvu Lovre Artukovića snimljena su i dva filma: eksperimentalni film Krađa u režiji Lukasa Nole iz 2004. i dokumentarni film L.A. Nedovršeno Igora Mirkovića iz 2008. godine.

## Nagrade
- 1988. – nagrada Sedam sekretara SKOJ-a
- 1999. – Red Danice hrvatske s likom Marka Marulića[3]
- 2001. – godišnja nagrada Hrvatskog društva likovnih umjetnika za najbolju izložbu[4]
- 2013. – nagrada publike na izložbi »Macht Kunst«, Deutsche Bank KunstHalle
- 2015. – nagrada T-HT

## Vanjske poveznice
- Lovro Artuković.com – Das Magazin (njem.) (engl.) (hrv.)
- Večernji.hr – Lovro Artuković (novinski članci i intervjui)